# Ван Лумінь
Ван Лумінь (кит.: 王路敏; нар. 7 грудня 1990, провінція Шаньсі) — китайський борець греко-римського стилю, бронзовий призер чемпіонату Азії, учасник Олімпійських ігор.

## Життєпис
Боротьбою почав займатися з 1999 року. У 2010 році став чемпіоном Азії серед юніорів.
Виступав за борцівський клуб Шаньсі. Тренери — Ван Яньмінь (з 1999), Йо Юн Те.

## Спортивні результати на міжнародних змаганнях

### Виступи на Олімпіадах
| Змагання                    | Збірна | Вагова категорія                 | Місце |
| --------------------------- | ------ | -------------------------------- | ----- |
| Літні Олімпійські ігри 2016 | Китай  | греко-римська боротьба, до 59 кг | 8     |

### Виступи на Чемпіонатах світу
| Змагання                        | Збірна | Вагова категорія                 | Місце |
| ------------------------------- | ------ | -------------------------------- | ----- |
| Чемпіонат світу з боротьби 2010 | КНР    | греко-римська боротьба, до 55 кг | 29    |
| Чемпіонат світу з боротьби 2014 | КНР    | греко-римська боротьба, до 59 кг | 8     |

### Виступи на Чемпіонатах Азії
| Змагання                       | Збірна | Вагова категорія                 | Місце  |
| ------------------------------ | ------ | -------------------------------- | ------ |
| Чемпіонат Азії з боротьби 2013 | КНР    | греко-римська боротьба, до 60 кг | Бронза |

### Виступи на інших змаганнях
| Змагання                                                     | Збірна | Вагова категорія                 | Місце  |
| ------------------------------------------------------------ | ------ | -------------------------------- | ------ |
| Кубок Тахті 2015                                             | КНР    | греко-римська боротьба, до 59 кг | 5      |
| Гран-прі Парижа з боротьби 2016                              | КНР    | греко-римська боротьба, до 59 кг | Срібло |
| Гран-прі Угорщини з боротьби 2016                            | КНР    | греко-римська боротьба, до 59 кг | Бронза |
| Олімпійський кваліфікаційний турнір з боротьби 2016 (Астана) | КНР    | греко-римська боротьба, до 59 кг | Золото |
| Кубок Владислава Пітласинські 2016                           | КНР    | греко-римська боротьба, до 59 кг | 9      |

### Виступи на змаганнях молодших вікових груп
| Змагання                                     | Збірна | Вагова категорія                 | Місце  |
| -------------------------------------------- | ------ | -------------------------------- | ------ |
| Чемпіонат Азії з боротьби серед юніорів 2010 | КНР    | греко-римська боротьба, до 55 кг | Золото |